# Strahlerzeile

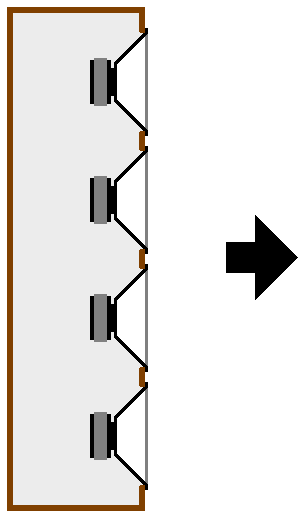
Strahlerzeile

Unter einer Strahlerzeile versteht man in der Akustik eine äquidistante Anordnung von N punktförmigen Einzelschallquellen (Monopole). Aufgrund der Überlagerung einzelner Wellen, deren Ursprung in den einzelnen Quellen liegt, entsteht eine Richtcharakteristik. Dies wird in der Praxis zur gezielten Beschallung, beziehungsweise bei Mikrofonen zur gerichteten Aufnahme genutzt. Als Beispiele derartiger Zeilenlautsprecher seien hier die Beschallungen von Kirchen oder Bahnhöfen zu nennen (Säulenlautsprecher als Elektrische Lautsprecheranlage).
Bei gleichem Schallfluss für alle Monopole können für die Richtcharakteristik der Strahlerzeile drei Fälle unterschieden werden:
1. Die gesamte Länge der Strahlerzeile ist kleiner als die Wellenlänge des abgestrahlten Schalls. Hieraus resultiert eine ungerichtete Abstrahlung (siehe atmende Kugel).
2. Der Abstand d zweier Einzelquellen zueinander ist kleiner als die Wellenlänge {\displaystyle \lambda }. Es ergibt sich ein Maximum.
3. Die Quellen haben zueinander einen größeren Abstand als eine Wellenlänge, was zu mehreren Maxima führt.

Mathematisch lässt sich die Richtcharakteristik wie folgt bestimmen:
{\displaystyle R(\alpha )={\frac {1}{N}}\cdot {\frac {\sin \left(\pi {\frac {d}{\lambda }}N\cos(\alpha )\right)}{\sin \left(\pi {\frac {d}{\lambda }}\cos(\alpha )\right)}}}
Ferner lässt sich die Richtcharakteristik durch Verzögerungen der einzelnen Schallquellen zueinander schwenken. Durch eine Abnahme des Schallflusses nach außen hin können Nebenkeulen, bei geringerer Richtwirkung der Hauptkeule, unterdrückt werden.